# Kim Chang-son
Kim Chang-son (...) è un ex calciatore nordcoreano.